# Hans Günter Fessel
Hans Günter Fessel (* 16. April 1927 in Berlin; † 10. März 1995 in Neuss) war ein deutscher Politiker (SPD).
Fessel besuchte die Volksschule sowie die Oberrealschule. Im Jahr 1943 erhielt er während des Zweiten Weltkrieges eine elektrotechnische Spezialausbildung zum Luftwaffenhelfer. Im letzten Kriegsjahr wurde er Gebirgsjäger und geriet nach Kriegsende in Gefangenschaft. Im Jahr 1946 war Fessel als Hilfsarbeiter sowie im Jahr 1947 als Laborant tätig. Seit 1947 war er beim Max-Planck-Institut für Aeronomie in Lindau/Harz tätig. In einem Abendstudium belegte er die Fächer  Elektrotechnik und Handel. Im Jahr 1950 beendete er sein technisches Studium im Jahr 1953 wurde er Ingenieur. Seit dem Jahr 1960 arbeitete Fessel als Gruppenleiter in der Messgeräteentwicklung. 
Fessel wurde zum Mitglied des Rates in Lindau gewählt. Er wurde zum Mitglied des Niedersächsischen Landtages der fünften bis siebten Wahlperiode vom 27. Juni 1964 bis zum 20. Juni 1974. In seiner Abgeordnetenzeit war er Vorsitzender des Sonderausschusses für Fragen des Beamtenrechts vom 21. März 1966 bis 5. Juni 1967.

## Quelle
- Barbara Simon: Abgeordnete in Niedersachsen 1946–1994. Biographisches Handbuch. Hrsg. vom Präsidenten des Niedersächsischen Landtages. Niedersächsischer Landtag, Hannover 1996, S. 95–96.

| Personendaten    | Personendaten                  |
| ---------------- | ------------------------------ |
| NAME             | Fessel, Hans Günter            |
| ALTERNATIVNAMEN  | Fessel, Hans-Günter            |
| KURZBESCHREIBUNG | deutscher Politiker (SPD), MdL |
| GEBURTSDATUM     | 16. April 1927                 |
| GEBURTSORT       | Berlin                         |
| STERBEDATUM      | 10. März 1995                  |
| STERBEORT        | Neuss                          |